# Orto botanico conservativo Francesco Busnello
L'orto botanico conservativo Francesco Busnello è un giardino botanico progettato dall'Accademia Trevigiana per il Territorio, e situato in Viale Nazioni Unite, Treviso, Veneto, Italia. A partire da settembre 2021 è gestito da NOI San Paolo ed è aperto tutti i giorni.
L'orto è stato fondato nel 1987 e intitolato al primo donatore di cuore d'Italia. In collaborazione con l'Università di Padova, l'orto si propone di conservare i genomi delle varietà tradizionali di piante da frutto oggi in via di estinzione. Contiene circa 100 piante rappresentanti 24 specie, tra cui Cornus mas, Corylus avellana, Crataegus azarolus, Cydonia oblonga, Diospyros kaki, Ficus carica, Juglans regia, Laurus nobilis, Malus domestica, Morus alba, Prunus armeniaca, Prunus avium, Prunus cerasifera, Prunus cerasus, Prunus domestica, Prunus mahaleb, Prunus persica, Prunus spinosa, Punica granatum, Pyrus communis, Rosa canina, Rubus ulmifolius, Vitis labrusca e Ziziphus jujuba.